# Майкл де ла Поль, 3-й граф Саффолк
Майкл де ла Поль (1394 — 25 октября 1415) — английский аристократ и военачальник, 3-й граф Саффолк (18 сентября — 25 октября 1415).

## Биография
Старший сын Майкла де ла Поля, 2-го графа Саффолка, и Кэтрин Стаффорд, дочери Хью Стаффорда, 2-го графа Стаффорда.
Вместе со своим отцом Майкл де ла Поль в 1415 году участвовал в военной кампании английского короля Генриха V Монмута во Франции. Младший Майкл де ла Поль привел с собой отряд из 20 солдат и 60 лучников.
18 сентября 1415 года Майкл де ла Поль, 2-й граф Саффолк, скончался во время осады английской армией города Арфлёра в Нормандии. После гибели своего отца Майкл де ла Поль унаследовал титул и владения графа Саффолка.
25 октября 1415 года Майкл де ла Поль, 3-й граф Саффолк, участвовал в битве с французской армией под Азенкуром, был убит во время сражения. Ему наследовал младший брат Уильям де ла Поль, 4-й граф Саффолк.

## Семья и дети
Около 1404 года женился на Элизабет Моубрей (ум. после 1 декабря 1423), дочери Томаса Моубрея (1366—1399), 1-го герцога Норфолка, и Элизабет Фицалан (ок. 1366—1425). Их дети:
- Кэтрин де ла Поль (род. 1410), монахиня
- Элизабет де ла Поль (1411 — до 1422)
- Изабель де ла Поль (1415 — ок. 1422)